# Nicola Rossi-Lemeni
Nicola Rossi-Lemeni   (Constantinoble, 6 de novembre de 1920 - Bloomington, 12 de març de 1991),fou un cantant d'òpera de la corda del baix de descendència mixta italo-russa.

## Biografia
Rossi-Lemeni va néixer a Constantinoble, a l'Imperi Otomà, fill d'un coronel italià i d'una mare russa. En el seu millor moment va ser un dels baixos més respectats d'Itàlia. El compositor Ildebrando Pizzetti va escriure l'òpera Assassinio nella cattedrale (1958) específicament per a Rossi-Lemeni. També va ser un poeta i pintor premiat.
La seva mare, Xènia Lemeni Makedon, era professora del Conservatori d'Odessa. Va estudiar Dret a Itàlia i debutà a La Fenice de Venècia amb el rol de Varlaam, de Borís Godunov.
El 1946 assolí un important èxit en el paper de Felip II del Don Carlo de Giuseppe Verdi en l'Òpera de Trieste. El 1949, es casà amb Vittoria Serafin (1916 - 1985), filla del director d'orquestra Tullio Serafin. Debutà a La Scala de Milà el 1950 i el mateix any, a l'Òpera de Roma. Un any més tard debutà a San Francisco amb Borís Godunov i el 1953 en el Metropolitan de Nova York, on hi va romandre durant diversos anys.
El 1958, participà en l'estrena d'Assassinio nella cattedrale d'Ildebrando Pizzetti. Aquell mateix any, es casà amb la soprano Virginia Zeani.
L'any 1961, Vittorio De Sica va utilitzar Rossi-Lemeni per a la veu tronadora del cel que anunciava l'apocalipsi imminent a la pel·lícula Il giudizio universale.
Després de retirar-se dels escenaris es va dedicar a la docència a la Universitat de Bloomington a Indiana; entre els seus alumnes hi havia Vivica Genaux.

## Discografia seleccionada
- Vicenzo Bellini: I puritani amb Callas, Di Stefano, Panerai, i l'Orquestra de La Scala de Milà dirigida per Tullio Serafin
- Gaetano Donizetti: Anna Bolena, amb Callas, Simionato, Carturan, i l'Orquestra del Teatre de La Scala dirigida per Gianandrea Gavazzeni
- Pietro Mascagni: Il piccolo Marat, amb Zeani, Borsò, Betner, Rota, Poli il'Orquestra del Teatre La Gran Guardia de Livorno
- Gioachino Rossini: Il turco in Italia, amb Callas, gedda, Stabile, Calabrese, Gardino, De Palma i l'Orquestra del teatre de La Sacal dirigida per Gianandrea Gavazzeni
- Gaspare Spontini: La Vestale amb Callas, Stignani, Corelli, Sordello i l'Orquestra de La Scala de Milà dirigida per Antonino Votto
- Giuseppe Verdi: La forza del destino amb Callas, Tucker, Nicolai, capecchi, Clabassi, Tagliabue i l'Orquestra del teatre de La Scala dirigida per Tullio Serafin